# Florent Hugel
Florent Hugel   (Marsella, 4 de desembre de 1987), més conegut com Hugel, és un discjòquei i productor musical occità.

## Trajectòria
Florent Hugel va començar a treballar com a productor musical l'any 2005 influït pel hip-hop, el pop i l'electrònica. Va ser, entre d'altres, membre del duo KitSch 2.0 i de Hipshaker.
El març de 2015, Hugel va publicar el seu primer senzill en solitari «Coming home». El juny de 2016, va presentar la cançó «Where we belong», en col·laboració amb la cantant anglesa Jasmine Thompson, per a la qual també es va rodar un videoclip. El 2017 va col·laborar amb Robin Schulz, amb qui va produir la cançó «I believe I'm fine», que posteriorment va obtenir la certificació d'or a Alemanya.
Amb la remescla estil deep house de Bella ciao va guanyar una gran popularitat a través de la sèrie espanyola La casa de papel el 2018. Aquesta versió a Àustria va ser nomenada la cançó de l'estiu del 2018. El dia 8 El juny de 2018 Hugel va publicar la cançó «Signs», que va ser creada en col·laboració amb el cantant Taio Cruz. El 2019, Hugel també va remesclar la cançó «Guantanamera» per a la tercera temporada de La casa de papel.